# Dolní Nerestce
Dolní Nerestce (dříve Dolní Neřestce či Dolní Neřestec) jsou malá vesnice, část obce Nerestce v okrese Písek v Jihočeském kraji. Dolní Nerestce jsou také název katastrálního území o rozloze 2,56 km².

## Název
Podle jazykovědce Antonína Profouse vznikl nejstarší název vsi Neřestce přiléhavým označením nepřívětivého smyslu někdejší osady neřestníků (od neřěst-iti sě). Hanlivý význam byl asi později změněn depalatalizací na Nerestce.
V předválečném školním vlastivědném časopise Zlatá stezka byl zachycen také odlišný výklad jména, pocházející prý ze slovního základu staročeského výrazu: nerast: kňour, divočák, divoký kanec. Od toho by se asi odvozovalo jméno osady vzniklé v místě velkého výskytu divočáků, nebo snad jejich častého lovu.
V nejstarších písemných pramenech původci listin nerozlišovali mezi Dolními Nerestci (později zvanými Čimelickými) a Horními Nerestci (Orlickými). V listinách se nachází nejčastěji tvary Nereztci, Nerestci, Nerestecz, Neresticz, Nerziestecz, Nerziesticz, apod. Naproti tomu se v žádné známé listině nenachází slovní základ nerast. V této souvislosti je také zajímavé, že historik českých hradů dr. August Sedláček, který se mj. zabýval také etymologií starých názvů a jmen, zařadil Nerestce do kategorie čeledních jmen nejistého smyslu. Nepochybně proto, že ani v nejstarších písemných pramenech, které mu prošly rukama, nenašel v psaném záznamu nejstaršího pojmenování Nerestců slovní základ neřest.

## Historie
Nejstarší předslovanské osídlení v Nerestcích bylo objeveno amatérským archeologem Alexandrem Debnárem roku 1998 v poloze U Mejta. západně od severního náspu starého empírového mostu. Na lokalitě nalezl nepočetné, ale průkazné keramické zlomky jednotlivých kultur. Nedaleko před tímto malým návrším stávala od roku 1816 do roku 1955 stará mostní mýtnice. Obyvatelé vesnice polohu před scelením menších pozemků v hony také nazývali pomístním jménem Na klobouku. Jedná se o polykulturní sídliště od doby bronzové, přes dobu halštatskou a laténskou až po novověk. Další pravěké osídlení z doby neolitu bylo objeveno na terase nejnižší polohy pole pod domem čp. 44. Kolem lokality vede cesta k lávce přes říčku Skalici do Horních Nerestců.
Další nálezy početného spektra keramických zlomků s typickou slovanskou vlnicí vytvářenou dobovými hrnčíři za pomoci hřebenovitých nástrojů pocházejí z desátého století. Archeolog Michal Lutovský označil místní nálezy jako středohradištní až mladohradištní lokalitu, resp. jako rovinné sídliště. Hypoteticky lze usuzovat, že nálezy přibližně korespondují s datem založení kláštera svatého Jiří v Praze. Vesnice tedy patří mezi nejstarší osídlené lokality Mirovicka jako "provincie starého Bozeňska" spolu s Pohořím, Minicemi, Ráztely, Smetanovou Lhotou a nově také s Mirovicemi.
Samotné vročení nejstarších zmínek o Nerestcích lze vztahovat k roku 1227 nebo 1228, kdy jsou lokalizovány v bozeňské provincii a k roku 1233, kdy jsou Nerestci villas v bozeňské provincii uváděny jako majetek ženského kláštera svatého Jiří na Pražském hradě. Také August Sedláček v Místopisném slovníku historickém uvádí Nerestce (Horní) jako příslušenství svatojiřského kláštera, připomínající se k roku 1228. O Dolních Nerestcích se nezmiňuje vůbec, ačkoliv nejnovější a chronologicky nejstarší archeologické nálezy hradištních keramických zlomků a přeslenů se vztahují právě k nim. Jan Toman ve svých třídílných Regionálních dějinách Písecka uvádí Dolní Nerestce spolu s Krsicemi, Lučkovicemi, Loukou a zaniklou vesnicí Spole k roku 1233 s konstatováním, že jmenované vsi jsou jmenovány ve výkaze zboží kláštera svatého Jiří v Praze.

## Obyvatelstvo
| Rok            | 1869 | 1880 | 1890 | 1900 | 1910 | 1921 | 1930 | 1950 | 1961 | 1970 | 1980 | 1991 | 2001 | 2011 | 2021 |
| -------------- | ---- | ---- | ---- | ---- | ---- | ---- | ---- | ---- | ---- | ---- | ---- | ---- | ---- | ---- | ---- |
| Počet obyvatel | 197  | 184  | 200  | 185  | 179  | 213  | 209  | 156  | 157  | 135  | 118  | 76   | 70   | 80   | 77   |
| Počet domů     | 27   | 27   | 27   | 27   | 28   | 32   | 43   | 42   | 37   | 37   | 39   | 32   | 43   | 33   | 42   |

## Obecní správa
Při sčítání lidu v letech 1850–1874 Dolní Nerestce byly osadou obce Čimelice v okrese Písek. V letech 1874–1959 byly samostatnou obcí v okrese Písek. V letech 1960–1976 byly částí obce Nerestce v okrese Písek. Od 1. dubna 1976 do 31. prosince 1982 byly částí obce Horosedly v okrese Písek. Od 1. ledna 1983 do 23. listopadu 1990 byly částí města Mirovice v okrese Písek. Od 24. listopadu 1990 jsou opět částí obce Nerestce v okrese Písek.

## Pamětihodnosti
- Zámek v Dolních Nerestcích byl založen okolo roku 1600 Deymy ze Stříteže. Dochovaná budova je výsledkem adaptace zámku k bytovým účelům.[13]
- Silniční kamenný obloukový most přes řeku Skalici je také vedený v seznamu kulturních památek v okrese Písek. V okolí mostu se rozkládá lesopark. Výstavba mostu si vyžádala náklad ve výši přes 25 000 zlatých. Základní kámen stavby byl položen 29. července 1815. Slavnosti při zahájení stavby se zúčastnili mimo jiné císařskokrálovský hejtman Prácheňského kraje Jan M. Nussbaumer, majitelka čimelického a tochovického panství Gabriela Vratislavová, řídící úředník orlického panství Fridrich Kittl v zastoupení knížete Karla Schwarzenberga a další úředníci, měšťané a rychtáři.[14]
- Boží muka v lese, podle tradice postavená nad nynějším železničním přejezdem, za empírovým mostem, na paměť vestfálského míru uzavřeného 24. října 1648 v Osnabrücku a v Münsteru.
- Křížek na paměť Miloše Krejčího (1924–1945), ochotníka, syna Václava Krejčího z Horních Nerestců, zastřeleného nešťastnou náhodou osmiletým chlapcem F. B. z Dolních Nerestců, který si hrál s nalezenou puškou odhozenou Němci. Památka je umístěna na úpatí jižního náspu empírového mostu směrem k Horním Nerestcům.[15]
- Pomník na paměť povražděných partyzánů: Václava Berana, 27 let starého, z Kožlí u Orlíka, Václava Krupky, 19 roků starého, z Kožlí u Orlíka, Miroslava Pešaty, 20 roků starého, z Kožlí u Orlíka a dvou neidentifikovaných partyzánů nezjištěných jmen. Skupina ozbrojených mladíků, vracející se dne 9. května 1945 kolem osmnácté hodiny autem z Písku směrem k Zalužanům na starém nerestském mostě narazila na čelo jednotky SS, proti které mladíci údajně vystřelili. Byli odzbrojeni, s autem dopraveni na návrší vedle staré silnice, kde byli postříleni a spáleni hořlavinou. Pomník byl po exhumaci, přenesení ostatků zavražděných do rodinných hrobů a po stavbě nového mostu v padesátých letech 20. století posunut východním směrem, až za odvrácenou stranu nového železobetonového mostu do blízkosti jižního náspu, přibližně na úroveň Pavlíčků mlýna na řece Skalici.[16]
- Boží muka ve vesnici, u komunikace ve směru na Horosedly. Jsou jednou ze tří kapliček, k nimž se vztahuje pověst o třech dcerách nerestského zemana, které v zimní vánici soutěžily o otcovské dědictví v podobě zdejší tvrze, když měly doběhnout co nejdále od středu vsi – tvrze. Třetí kaplička se nachází v poloze pomístního jména Na Německu nad mirovickým železničním nádražím.[17]
  - Na zábradlí kamenného mostu bylo umístěno osm barokních soch z čimelické sochařské huti Jana Karla Hammera a synů. Jednalo se pravděpodobně o světce svatou Barboru, svatého Jana Nepomuckého, svatého Jiljí, svatého Josefa, svatou Maří Magdalénu, svatého Václava, svatého Víta, a svatého Zikmunda. Nešlo o antická božstva, jak uvádí kronikář sousedních Horosedel. Sochy byly po ukončení stavby mostu zřejmě přeneseny z jiných míst. Roku 1985 byly sneseny za účelem restaurování a jsou umístěny v Čimelicích s odůvodněním nedostatku peněz na zhotovení kopií (betonových výdusků).[18][19]
- Objekt mýtnice u severního náspu empírového mostu byl postaven během dokončování úseku císařské silnice v úseku Milín – Nová Hospoda v roce 1816. Současně byl zřízen úředník – mýtný z obce Dolní Nerestce, kde se dodnes říká U mejtnejch. Část objektu mýtnice s přístavbou sloužila ještě při stavbě nového železobetonového mostu v padesátých letech 20. století jako prodejna potravin a sklad stavbyvedoucích, řemeslníků a dělníků pracujících na stavbě. V místnostech byla také před odvozem ke zneškodnění pyrotechniky uchovávána munice z druhé světové války, vybagrovaná při hloubení základů mostního oblouku. Krátce po dokončení mostu bylo stavení demolováno a stavební materiál prodán místním občanům.[14]
- Ve vesnici na návsi se nachází pomník padlým v první světové válce. Údaje o obětech druhé světové války chybí. Patřil by sem popravený Václav František Hájek z čp. 4, případně také Otto Marek, příslušný do Dolních Nerestec, později pražský holič, který byl nalezen za podivných okolností na Střeleckém ostrově v Praze mrtvý, zatímco měl pobývat v Německu a byl pohřbený až půl roku po nálezu těla do společného hrobu v Praze. Němci odmítli rodině vydat tělo k pohřbení v rodinném hrobě na hřbitově v Mirovicích. Ostatky zřejmě sloužily k pokusům pitvajících lékařů (tíž, kteří pitvali atentátníky na Reinharda Heydricha).
- Ve vesnici na návsi, na průčelí usedlosti čp. 4, se nacházela v roce 1945 odhalená bronzová deska na paměť Němci popraveného rodáka Václava Františka Hájka (10. února 1908 – 23. února 1944 v 16:18), pražského policisty, pro přechovávání „osob nepřátelských říši“. Po roce 1948 byla odstraněna a zničena.
- U křižovatky silnice Krsice–Zalužany s polní cestou, která odbočuje k přírodní památce Nerestský lom, stávala barokní šestiboká nebo osmiboká kaple, tzv. havírna. Odsvěcená kaple sloužila jako obydlí havíře v lomu a později běžným usedlíkům z vesnice. Zbořena byla kolem roku 1945 a stavební suroviny byly rozprodány místním občanům. Vztahuje se k ní pověst o zaběhlé kobyle z nerestského statku, která dovnitř vnikla za bouře, zavřela za sebou dveře a ve vnitřním prostoru pošla. V třeboňském archivu jsou dochovány barokní kresby stavby.
- Přírodní památka Nerestský lom, doložená již v renesanci, byla rozdělena mezi více vlastníků. Dodávala již tehdy vápennou surovinu pro zděné stavby hospodářských objektů a dvorů na orlickém panství. Těžba vápence zde byla ukončena v šedesátých letech 20. století.
- V údolní nivě kolem řeky Skalice, včetně Nerestců, byly ještě v meziválečné době rozsáhlé plošné pozůstatky po těžbě zlata rýžováním, tzv. sejpy, počínaje obcí Horosedly a konče obcí Krsice. Šlo zřejmě o pozůstatky středověké těžby zlata královským manem krále Jana Lucemburského Úbislavem z Nerestců a Milína.[20]

## Galerie

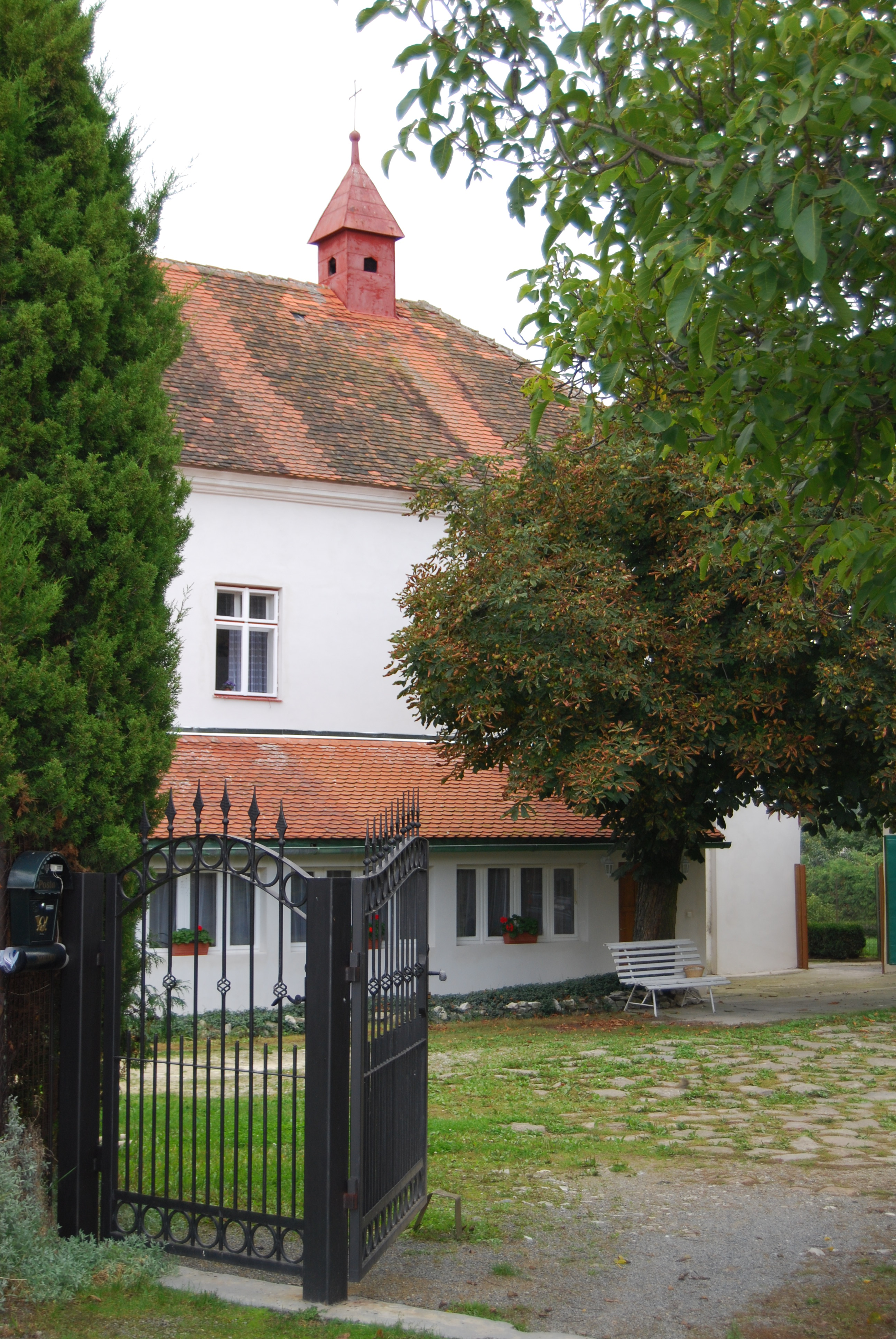
Zámek
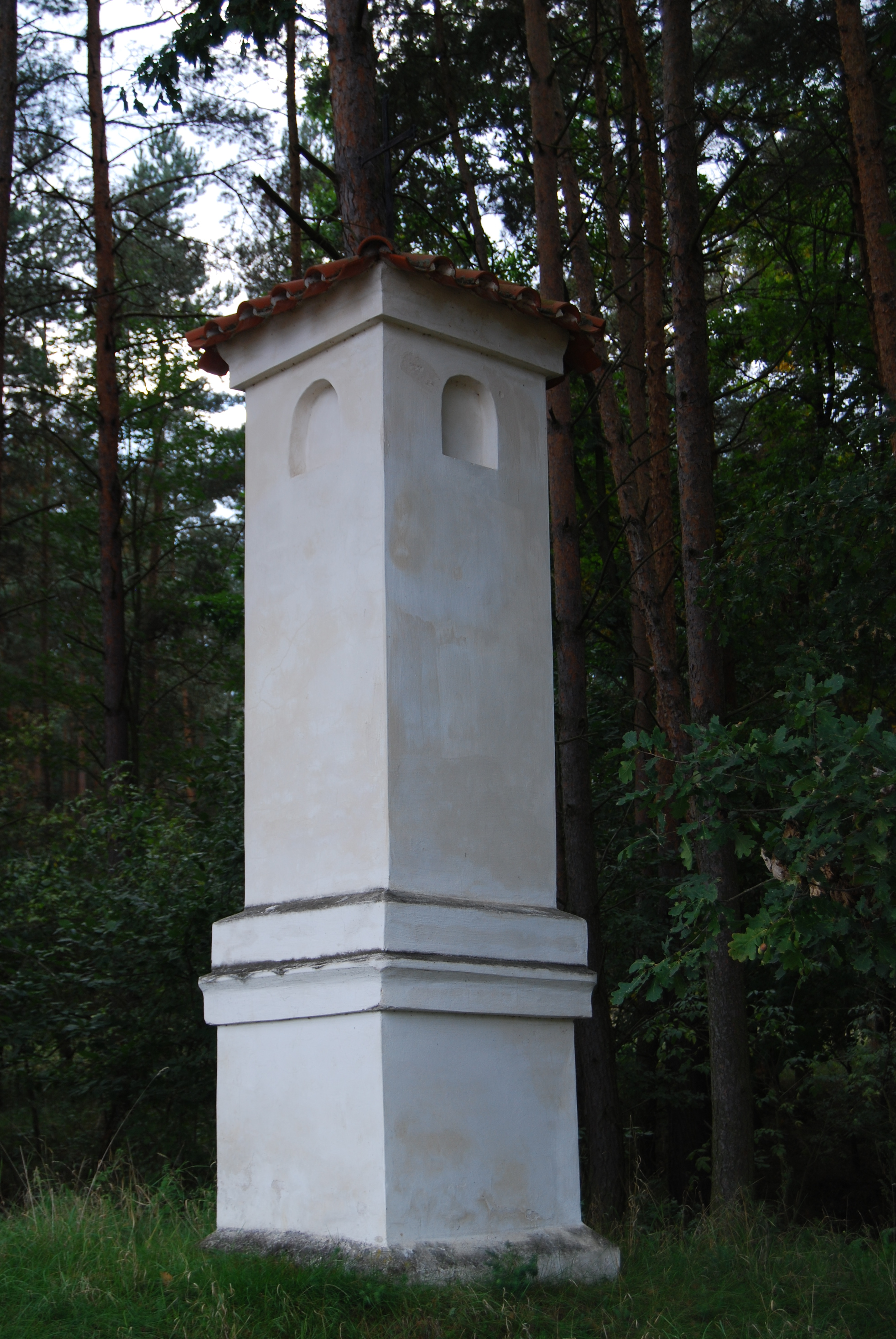
Boží muka u přejezdu
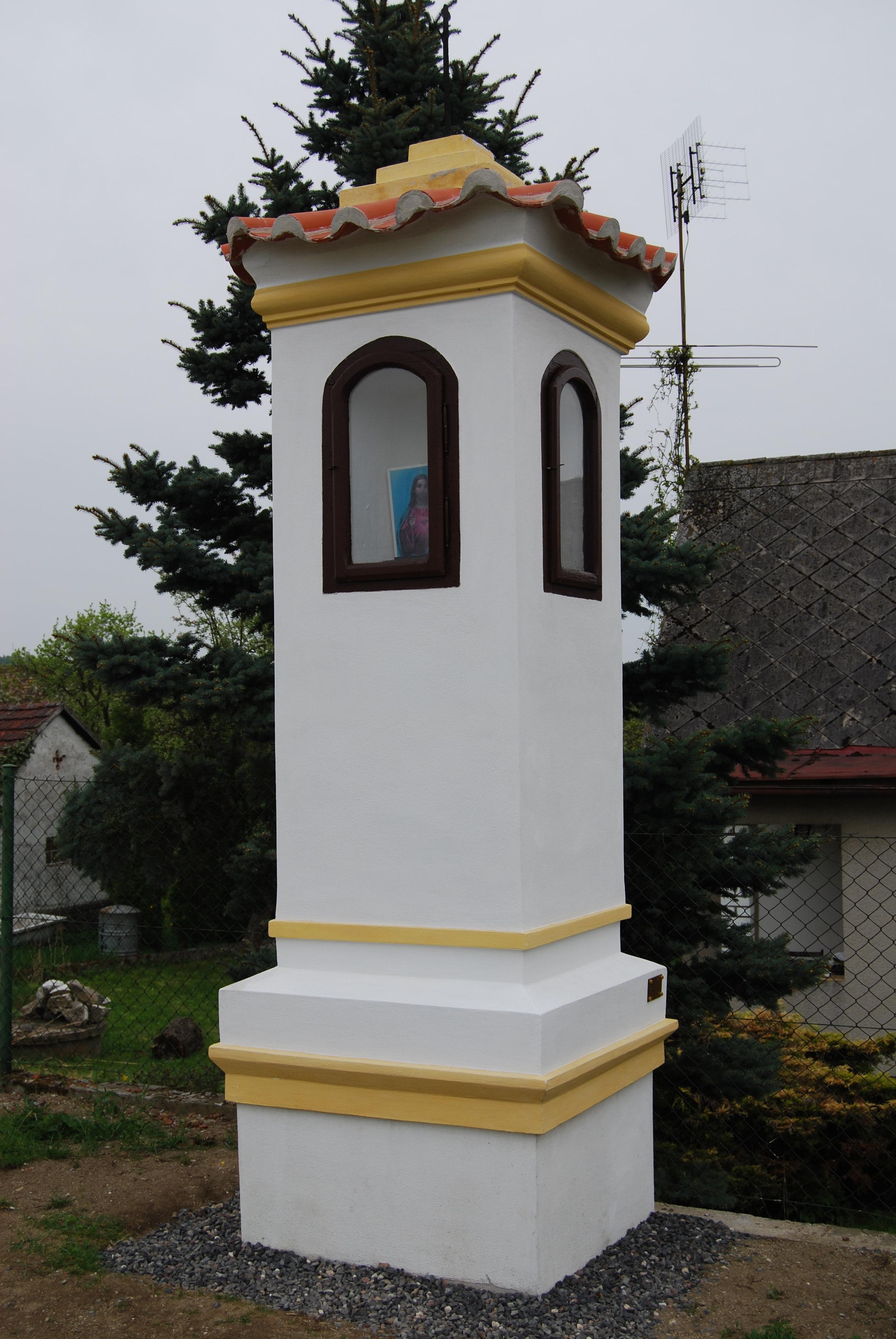
Boží muka ve vesnici
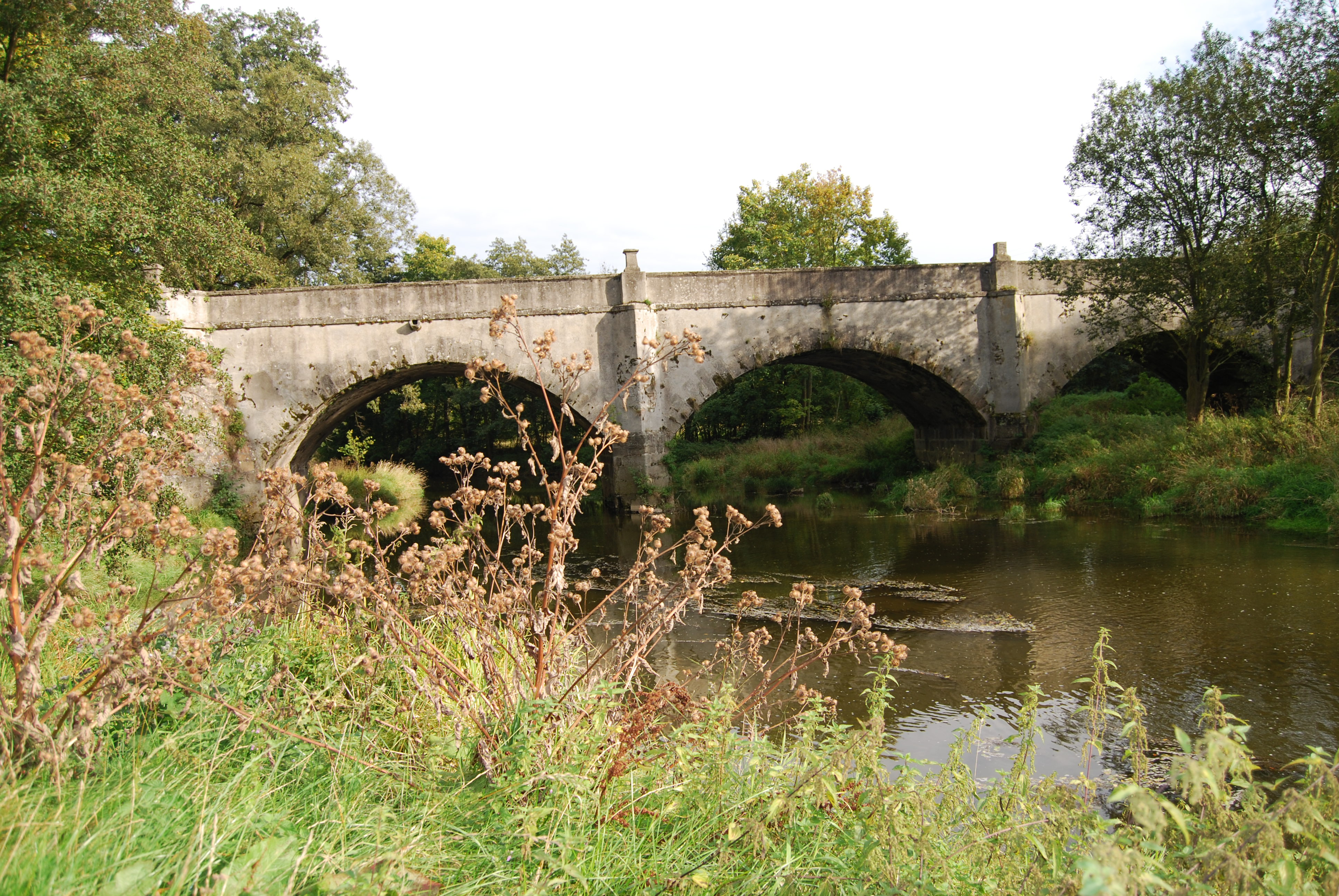
Most přes Skalici